# Hôtel de la Chancellerie (Tours)
Pour les articles homonymes, voir Hôtel de la Chancellerie.
L'hôtel de la Chancellerie est un hôtel particulier situé à Tours, 60 rue de la Scellerie.

## Historique
L'hôtel fut construit au XVIIe siècle à l'emplacement de l'aile nord de l'hôtel du chancelier Guillaume Jouvenel des Ursins, passé par la suite à Pierre Doriole, et sur les vestiges du rempart du bourg des Arcis datant du XIIe siècle. 
Au XVIIe siècle, une séparation est faite entre le "fief et seigneurie du Portail autrement dit de la Vieille Chancellerie" et "l'hôtel proprement dit de la Chancellerie".
Le "fief et seigneurie du Portail autrement dit de la Vieille Chancellerie" est attribué à Marie Tonnereau, épouse de Pierre Duvau, président trésorier de France à Tours. Au XVIIe siècle, on le voit en possession de François Duvau, seigneur de Vaufouinard, trésorier de France au bureau des finances de Tours, et de son épouse Marie-Marguerite Quentin.
L'hôtel est attribué quant à lui à Renée, épouse de François Dubois. Leurs enfants, tous deux officiers, vendent l'hôtel en 1713 à Claude-François Reverdy, conseiller du roi et président au grenier à sel de Tours, également propriétaire du château de Longue Plaine (Sorigny). Il passe successivement par héritage à leur fils Charles-Alexandre Reverdy, seigneur de Paradis, de Mesvres et des Cartes, puis à Charles-Marie-Marthe-Jacques Reverdy en 1787.
En 1828, il est acquis par l'architecte Jacques-Aimé Meffre, qui le remanie l'année suivante. 
L'hôtel passe à Martin Dubreuil-Chambardel en 1910.